# Danh sách kỷ lục bơi lội thế giới
Danh sách kỷ lục thế giới trong bơi lội hay Danh sách kỷ lục bơi lội thế giới là tập hợp thành tích thi đấu tốt nhất của các vận động viên ở các nội dung thi đấu trong môn bơi lội. Danh sách này được phê chuẩn bởi Liên đoàn bơi lội thế giới (FINA). Các kỷ lục này có thể do các kình ngư lập ở các kỳ đại hội thể thao, các giải đấu chính thức của FINA, giải vô địch các châu lục hay giải vô địch quốc gia của các nước thành viên FINA. Kỷ lục có thể được thiết lập trong bể bơi dài 50 mét (BD) hoặc bể bơi ngắn 25 mét (BN).
Hiện nay, FINA công nhận kỷ lục thế giới trong các nội dung bơi sau cho tất cả các vận động viên nam và vận động viên nữ:
- Bơi tự do (freestyle): 50m, 100m, 200m, 400m, 800m, 1500m.
- Bơi ngửa (backstroke): 50m, 100m, 200m.
- Bơi ếch (breaststroke): 50m, 100m, 200m.
- Bơi bướm (butterfly stroke): 50m, 100m, 200m.
- Hỗn hợp cá nhân (individual medley):[note 2] 100m (chỉ ở BN), 200m, 400m.
- Các nội dung tiếp sức (relays): 
  - Tiếp sức tự do (freestyle relays): 4×50m tiếp sức tự do (chỉ ở BN), 4×100m tiếp sức tự do, 4×200m tiếp sức tự do.
  - Tiếp sức hỗn hợp (medley relays):[note 3] 4×50m tiếp sức hỗn hợp (chỉ ở BN), 4×100m tiếp sức hỗn hợp.
  - Tiếp sức nam nữ phối hợp (mixed relays): 4×50m tiếp sức tự do nam nữ (chỉ ở BN), 4×100m tiếp sức tự do nam nữ (chỉ ở BD), 4×50m tiếp sức hỗn hợp nam nữ (chỉ ở BN), 4×100m tiếp sức hỗn hợp nam nữ (chỉ ở BD).

## Bể dài (50 m)

### Nam
Tính đến 31 tháng 7 năm 2024
56,88 sf Adam Peaty Vương quốc Anh Ngày 21 tháng 7 năm 2019 Giải vô địch thế giới Gwangju, Hàn Quốc
| Môn thi                        | Thời gian |    | Tên                                                                                               | Quốc tịch  | Ngày                 | Sự kiện                            | Địa điểm             | Chú thích            |
| ------------------------------ | --------- | -- | ------------------------------------------------------------------------------------------------- | ---------- | -------------------- | ---------------------------------- | -------------------- | -------------------- |
| 50m tự do                      | 20.91     |    | César Cielo                                                                                       | Brasil     | 18 tháng 12 năm 2009 | Giải vô địch quốc gia Brasil       | São Paulo, Brasil    | [ 1 ] [ 2 ]          |
| 100m tự do                     | 46.40     | #  | Phan Triển Lạc                                                                                    | Trung Quốc | 31 tháng 7 năm 2024  | Thế vận hội Mùa hè 2024            | Paris, Pháp          |                      |
| 200m tự do                     | 1:42.00   |    | Paul Biedermann                                                                                   | Đức        | 28 tháng 7 năm 2009  | Giải vô địch thế giới 2009         | Rome, Ý              | [ 4 ] [ 5 ]          |
| 400m tự do                     | 3:40.07   |    | Paul Biedermann                                                                                   | Đức        | 26 tháng 7 năm 2009  | Giải vô địch thế giới 2009         | Rome, Ý              | [ 6 ] [ 7 ]          |
| 800m tự do                     | 7:32.12   |    | Trương Lâm                                                                                        | Trung Quốc | 29 tháng 7 năm 2009  | Giải vô địch thế giới 2009         | Rome, Ý              | [ 8 ] [ 9 ]          |
| 1500m tự do                    | 14:30.67  |    | Bobby Finke                                                                                       | Hoa Kỳ     | 4 tháng 8 năm 2024   | Thế vận hội Mùa hè 2024            | Paris, Pháp          |                      |
|                                |           |    |                                                                                                   |            |                      |                                    |                      |                      |
| 50m ngửa                       | 23.55     | sf | Kliment Kolesnikov                                                                                | Nga        | 27 tháng 7 năm 2023  | Cúp nước Nga                       | Kazan, Nga           |                      |
| 100m ngửa                      | 51.60     |    | Thomas Ceccon                                                                                     | Ý          | 20 tháng 6 năm 2022  | Giải vô địch thế giới 2022         | Budapest, Hungary    | [ 12 ] [ 13 ]        |
| 200m ngửa                      | 1:51.92   |    | Aaron Peirsol                                                                                     | Hoa Kỳ     | 31 tháng 7 năm 2009  | Giải vô địch thế giới 2009         | Rome, Ý              | [ 14 ] [ 15 ]        |
|                                |           |    |                                                                                                   |            |                      |                                    |                      |                      |
| 50m ếch                        | 26.42     | sf | Adam Peaty                                                                                        | Anh Quốc   | 4 tháng 8 năm 2015   | Giải vô địch thế giới 2015         | Kazan, Nga           | [ 16 ]               |
| 100m ếch                       | 56.88     | sf | Adam Peaty                                                                                        | Anh Quốc   | 21 tháng 7 năm 2019  | Thế vận hội Mùa hè 2016            | Gwangju, Hàn Quốc    | [ 17 ] [ 18 ]        |
| 200m ếch                       | 2:05.48   |    | Tần Hải Dương                                                                                     | Trung Quốc | 28 tháng 7 năm 2023  | Giải vô địch thế giới 2023         | Fukuoka, Nhật Bản    |                      |
| Ukraine 1 tháng 7 năm 2018 , Ý |           |    |                                                                                                   |            |                      |                                    |                      |                      |
| 50m bướm                       | 22.27     |    | Andriy Govorov                                                                                    | Ukraina    | 1 tháng 7 năm 2018   | Sette Colli Trophy                 | Rome, Ý              |                      |
| 100m bướm                      | 49.45     |    | Caeleb Dressel                                                                                    | Hoa Kỳ     | 31 tháng 7 năm 2021  | Thế vận hội Mùa hè 2020            | Tokyo, Nhật Bản      |                      |
| 200m bướm                      | 1:50.34   |    | Kristóf Milák                                                                                     | Hungary    | 21 tháng 6 năm 2022  | Giải vô địch thế giới 2022         | Budapest, Hungary    | [ 20 ]               |
|                                |           |    |                                                                                                   |            |                      |                                    |                      |                      |
| 200m hỗn hợp cá nhân           | 1:52.69   | sf | Léon Marchand                                                                                     | Pháp       | 30 tháng 7 năm 2025  | Giải vô địch bơi lội thế giới 2025 | Singapore, Singapore | [ 21 ]               |
| 400m hỗn hợp cá nhân           | 4:02.50   |    | Léon Marchand                                                                                     | Pháp       | 23 tháng 7 năm 2023  | Giải vô địch thế giới 2023         | Fukuoka, Nhật Bản    |                      |
|                                |           |    |                                                                                                   |            |                      |                                    |                      |                      |
| 4×100m tiếp sức tự do          | 3:08.24   |    | - (47.51)Michael Phelps - (47.02)Garrett Weber-Gale - (47.65)Cullen Jones - (46.06)Jason Lezak    | Hoa Kỳ     | 11 tháng 8 năm 2008  | Thế vận hội Mùa hè 2008            | Bắc Kinh, Trung Quốc | [ 22 ] [ 23 ] [ 24 ] |
| 4×200m tiếp sức tự do          | 6:58.55   |    | - (1:44.49)Michael Phelps - (1:44.13)Ricky Berens - (1:45.47)David Walters - (1:44.46)Ryan Lochte | Hoa Kỳ     | 31 tháng 7 năm 2009  | Giải vô địch thế giới 2009         | Rome, Ý              | [ 25 ] [ 26 ]        |
| 4×100m tiếp sức hỗn hợp        | 33:26.78  |    | - (52.31)Ryan Murphy - (58.49)Michael Andre - (49.03)Caeleb Dressel - (46.95)Zach Apple           | Hoa Kỳ     | 1 tháng 8 năm 2021   | Thế vận hội Olympic                | Tokyo, Nhật Bản      | [ 27 ]               |

Chú giải: # – Kỷ lục đang chờ được FINA phê chuẩn; 
 Kỷ lục không được thiết lập ở chung kết: h – vòng loại; sf – bán kết; r – relay 1st leg; rh – relay heat 1st leg; b – B final; † – en route to final mark; tt – time trial 

### Nữ
Tính đến 5 tháng 9 năm 2016
1:04.13   Hoa Kỳ 25 tháng 7 năm 2017 Giải vô địch thế giới  , Hungary
| Môn thi                 | Thời gian |    | Tên | Quốc tịch  | Ngày                 | Sự kiện                                | Địa điểm                           | Chú thích |
| ----------------------- | --------- | -- | --- | ---------- | -------------------- | -------------------------------------- | ---------------------------------- | --------- |
| 50m tự do               | 23.61     | sf | Sarah Sjöström                                                                                              | Thụy Điển  | 29 tháng 7 năm 2023  | FINA World Aquatics Championships 2023 | Fukuoka, Nhật Bản                  |           |
| 100m tự do              | 51.71     | r  | Sarah Sjöström                                                                                              | Thụy Điển  | 23 tháng 7 năm 2017  | FINA World Aquatics Championships 2017 | Budapest, Hungary                  | [ 29 ]    |
| 200m tự do              | 1:52.23   |    | Ariarne Titmus                                                                                              | Úc         | 29 tháng 7 năm 2009  | Australian Olympic Trials              | Brisbane, Úc                       |           |
| 400m tự do              | 3:54.18   |    | Summer McIntosh                                                                                             | Canada     | 7 tháng 6 năm 2025   | Canadian Trials                        | Victoria, British Columbia, Canada |           |
| 800m tự do              | 8:04.12   |    | Katie Ledecky                                                                                               | Hoa Kỳ     | 3 tháng 5 năm 2025   | TYR Pro Swim Series                    | Fort Lauderdale, Florida, Hoa Kỳ   |           |
| 1500m tự do             | 15:20.48  |    | Katie Ledecky                                                                                               | Hoa Kỳ     | 16 tháng 5 năm 2018  | TYR Pro Swim Series                    | Indianapolis, Hoa Kỳ               |           |
|                         |           |    | |            |                      |                                        |                                    |           |
| 50m ngửa                | 26.86     |    | Kaylee McKeown                                                                                              | Úc         | 20 tháng 10 năm 2023 | FINA World Cup                         | Budapest, Hungary                  |           |
| 100m ngửa               | 57.13     |    | Regan Smith                                                                                                 | Hoa Kỳ     | 18 tháng 6 năm 2024  | Thử nghiệm Olympic Hoa Kỳ              | Indianapolis, Hoa Kỳ               |           |
| 200m ngửa               | 2:04.06   |    | Kaylee McKeown                                                                                              | Úc         | 10 tháng 3 năm 2023  | Giải vô địch tiểu bang NSW             | Sydney, Úc                         |           |
|                         |           |    | |            |                      |                                        |                                    |           |
| 50m ếch                 | 29.16     |    | Rūta Meilutytė                                                                                              | Litva      | 29 tháng 7 năm 2023  | FINA World Aquatics Championships 2023 | Fukuoka, Nhật Bản                  |           |
| 100m ếch                | 1:04.13   |    | Lilly King                                                                                                  | Hoa Kỳ     | 25 tháng 7 năm 2017  | FINA World Aquatics Championships 2017 | Budapest, Hungary                  | [ 35 ]    |
| 200m ếch                | 2:17.55   |    | Evgeniya Chikunova                                                                                          | Nga        | 21 tháng 4 năm 2023  | Giải Vô Địch Nga                       | Kazan, Nga                         |           |
|                         |           |    | |            |                      |                                        |                                    |           |
| 50m bướm                | 24.43     |    | Sarah Sjöström                                                                                              | Thụy Điển  | 5 tháng 7 năm 2014   | Swedish Championships                  | Borås, Thụy Điển                   | [ 37 ]    |
| 100m bướm               | 54.60     |    | Gretchen Walsh                                                                                              | Hoa Kỳ     | 3 tháng 5 năm 2025   | TYR Pro Swim Series                    | Fort Lauderdale, Florida, Hoa Kỳ   |           |
| 200m bướm               | 2:01.81   |    | Liu Zige | Trung Quốc | 21 tháng 10 năm 2009 | Chinese National Games                 | Tế Nam, Trung Quốc                 | [ 39 ]    |
|                         |           |    | |            |                      |                                        |                                    |           |
| 200m hỗn hợp cá nhân    | 2:05.70   |    | Summer McIntosh                                                                                             | Canada     | 9 tháng 6 năm 2025   | Canadian Trials                        | Victoria, British Columbia, Canada |           |
| 400m hỗn hợp cá nhân    | 4:24.38   |    | Summer McIntosh                                                                                             | Hungary    | 16 tháng 5 năm 2024  | Canadian Trials                        | Toronto, Canada                    |           |
|                         |           |    | |            |                      |                                        |                                    |           |
| 4×100m tiếp sức tự do   | 3:27.96   |    | - (52.04)Mollie O'Callaghan - (51.69)Meg Harris - (52.29)Meg Harris - (51.90)Emma McKeon                    | Úc         | 23 tháng 7 năm 2023  | FINA World Aquatics Championships 2023 | Fukuoka, Nhật Bản                  |           |
| 4×200m tiếp sức tự do   | 7:37.50   |    | - (1:53.66)Mollie O'Callaghan - (1:55.63)Shayna Jack - (1:55.80)Brianna Throssell - (1:52.41)Ariarne Titmus | Úc         | 27 tháng 7 năm 2023  | FINA World Aquatics Championships 2023 | Fukuoka, Nhật Bản                  |           |
| 4×100m tiếp sức hỗn hợp | 3:49,63   |    | - (57,57)Regan Smith - (1:04.27)Kate Douglass - (54.98)Gretchen Walsh - (52,52)Torri Huske                  | Hoa Kỳ     | 2 tháng 8 năm 2025   | FINA World Aquatics Championships 2025 | Singapore, Singapore               | [ 43 ]    |

Chú giải: # – Kỷ lục đang chờ được FINA phê chuẩn; 
 Kỷ lục không được thiết lập ở chung kết: h – vòng loại; sf – bán kết; r – relay 1st leg; rh – relay heat 1st leg; b – B final; † – en route to final mark; tt – time trial 

### Tiếp sức nam nữ
Tính đến 5 tháng 9 năm 2016
| Môn thi                        | Thời gian |  | Tên                                                                                     | Câu lạc bộ | Ngày               | Sự kiện                                | Địa điểm             | Chú thích |
| ------------------------------ | --------- |  | --------------------------------------------------------------------------------------- | ---------- | ------------------ | -------------------------------------- | -------------------- | --------- |
| 4×100m tiếp sức tự do nam nữ   | 3:18.48   |  | - (46.91)Jack Alexy - (46.70)Patrick Sammon - (52.43)Kate Douglass - (52.44)Torri Huske | Hoa Kỳ     | 2 tháng 8 năm 2025 | FINA World Aquatics Championships 2025 | Singapore, Singapore |           |
| 4×100m tiếp sức hỗn hợp nam nữ | 3:37.43   |  | - (52,08)Ryan Murphy - (58,29)Nick Fink - (55,18)Gretchen Walsh - (51,88)Torri Huske    | Hoa Kỳ     | 3 tháng 8 năm 2024 | trò chơi Olympic                       | Paris, Pháp          |           |

Chú giải: # – Kỷ lục đang chờ được FINA phê chuẩn; 
 Kỷ lục không được thiết lập ở chung kết: h – vòng loại 

## Bể ngắn (25 m)
Trong các kỳ đại hội thể thao như Olympic hay Đại hội thể thao của các châu lục và khu vực thì môn bơi lội thường không được tổ chức trong bể ngắn 25m mà chỉ tổ chức trong bể dài 50m. Cho nên, các nội dung thi đấu trong bể ngắn 25m thường chỉ gặp trong các giải đấu của thể thao dưới nước nói chung hay các giải bơi lội nói riêng.

### Nam
Tính đến 5 tháng 9 năm 2016
> 
| Môn thi                 | Thời gian |         | Tên                                                                                                 | Quốc tịch       | Ngày                 | Sự kiện                                           | Địa điểm                                        | Chú thích     |
| ----------------------- | --------- | ------- | --------------------------------------------------------------------------------------------------- | --------------- | -------------------- | ------------------------------------------------- | ----------------------------------------------- | ------------- |
| 50m tự do               | 19.90     | sf      | Jordan Crooks                                                                                       | Quần đảo Cayman | 14 tháng 12 năm 2024 | FINA World Swimming Championships (25 m) 2024     | Budapest, Hungary                               | [ 46 ] [ 47 ] |
| 100m tự do              | 44.84     |         | Kyle Chalmers                                                                                       | Úc              | 29 tháng 10 năm 2021 | World Cup                                         | Kazan, Nga                                      |               |
| 200m tự do              | 1:38.61   |         | Luke Hobson                                                                                         | Hoa Kỳ          | 15 tháng 12 năm 2024 | FINA Swimming World Championships 2024            | Budapest, Hungary                               |               |
| 400m tự do              | 3:32.25   |         | Yannick Agnel                                                                                       | Pháp            | 15 tháng 11 năm 2012 | French Nationals                                  | Angers, Pháp                                    | [ 50 ]        |
| 800m tự do              | 7:20.46   |         | Daniel Wiffen                                                                                       | Ireland         | 10 tháng 12 năm 2023 | European Short Course Swimming Championships 2023 | Otopeni, România                                |               |
| 1500m tự do             | 14:06.88  |         | Florian Wellbrock                                                                                   | Đức             | 21 tháng 12 năm 2021 | World Short Course Swimming Championships 2021    | Abu Dhabi, Các Tiểu vương quốc Ả Rập Thống nhất |               |
|                         |           |         | |                 |                      |                                                   |                                                 |               |
| 50m ngửa                | 22.11     |         | Kliment Kolesnikov                                                                                  | Nga             | 23 tháng 11 năm 2022 | Giải Vô Địch Nga                                  | Kazan, Nga                                      |               |
| 100m ngửa               | 48.33     | 48.33 , | Coleman Stewart                                                                                     | Hoa Kỳ          | 29 tháng 8 năm 2021  | International Swimming League                     | Naples, Ý                                       | [ 54 ] [ 55 ] |
| 200m ngửa               | 1:45.63   |         | Mitch Larkin                                                                                        | Úc              | 27 tháng 11 năm 2015 | Australian Championships                          | Sydney, Úc                                      | [ 56 ]        |
|                         |           |         | |                 |                      |                                                   |                                                 |               |
| 50m ếch                 | 24.95     |         | Emre Sakçı                                                                                          | Thổ Nhĩ Kỳ      | 27 tháng 12 năm 2021 | Turkish Championships                             | Gaziantep, Thổ Nhĩ Kỳ                           | [ 57 ] [ 58 ] |
| 100m ếch                | 55.28     |         | Ilya Shymanovich                                                                                    | Belarus         | 26 tháng 11 năm 2021 | International Swimming League                     | Eindhoven, Hà Lan                               | [ 59 ]        |
| 200m ếch                | 2:00.16   |         | Kirill Prigoda                                                                                      | Nga             | 13 tháng 12 năm 2018 | World Championships                               | Hangzhou, Trung Quốc                            | [ 60 ]        |
|                         |           |         | |                 |                      |                                                   |                                                 |               |
| 50m bướm                | 21.32     |         | Noè Ponti                                                                                           | Thụy Sĩ         | 11 tháng 12 năm 2024 | FINA Swimming World Championships 2024            | Budapest, Hungary                               |               |
| 100m bướm               | 47.71     |         | Noè Ponti                                                                                           | Thụy Sĩ         | 14 tháng 12 năm 2024 | FINA Swimming World Championships 2024            | Budapest, Hungary                               |               |
| 200 m bướm              | 1:46.85   |         | Tomoru Honda                                                                                        | Nhật Bản        | 22 tháng 10 năm 2022 | Giải Vô Địch Nhật Bản                             | Tokyo, Nhật Bản                                 |               |
|                         |           |         | |                 |                      |                                                   |                                                 |               |
| 100m hỗn hợp cá nhân    | 49.28     |         | Caeleb Dressel                                                                                      | Hoa Kỳ          | 22 tháng 11 năm 2020 | International Swimming League                     | Budapest, Hungary                               | [ 63 ]        |
| 200m hỗn hợp cá nhân    | 1:48.88   |         | Léon Marchand                                                                                       | Pháp            | 1 tháng 11 năm 2014  | FINA World Cup                                    | Singapore, Singapore                            |               |
| 400m hỗn hợp cá nhân    | 3:54.81   |         | Daiya Seto                                                                                          | Nhật Bản        | 20 tháng 12 năm 2019 | International Swimming League                     | Las Vegas, Hoa Kỳ                               | [ 65 ]        |
|                         |           |         | |                 |                      |                                                   |                                                 |               |
| 4×50m tiếp sức tự do    | 1:21.80   |         | - (20.43)Caeleb Dressel - (20.25)Ryan Held - (20.59)Jack Conger - (20.53)Michael Chadwick           | Hoa Kỳ          | 14 tháng 12 năm 2018 | World Championships                               | Hangzhou, Trung Quốc                            | [ 66 ]        |
| 4×100m tiếp sức tự do   | 3:01.66   |         | - (45.05)Jack Alexy - (45.18)Luke Hobson - (46.01)Kieran Smith - (45.42)Chris Guiliano              | Hoa Kỳ          | 14 tháng 12 năm 2024 | FINA World Swimming Championships (25 m) 2024     | Budapest, Hungary                               |               |
| 4×200m tiếp sức tự do   | 6:40.51   |         | - (1:38.91)Luke Hobson - (1:40.77)Carson Foster - (1:40.34)Shaine Casas - (1:40.49)Kieran Smith     | Hoa Kỳ          | 13 tháng 12 năm 2024 | FINA World Swimming Championships (25 m) 2024     | Budapest, Hungary                               |               |
| 4×50m tiếp sức hỗn hợp  | 1:29.72   |         | - (22.65)Lorenzo Mora - (24.95)Nicolò Martinenghi - (21.60)Matteo Rivolta - (20.52)Leonardo Deplano | Ý               | 17 tháng 12 năm 2022 | World Championships                               | Melbourne, Úc                                   | [ 69 ]        |
| 4×100m tiếp sức hỗn hợp | 3:18.68   |         | - (49.31)Miron Lifintsev - (55.15)Kirill Prigoda - (48.80)Andrei Minakov - (45.42)Egor Kornev       | Nga             | 15 tháng 12 năm 2024 | FINA World Swimming Championships (25 m) 2024     | Budapest, Hungary                               |               |

Chú giải: # – Kỷ lục đang chờ được FINA phê chuẩn; 
 Kỷ lục không được thiết lập ở chung kết: h – vòng loại; sf – bán kết; r – relay 1st leg; rh – relay heat 1st leg; b – B final; † – en route to final mark; tt – time trial 

### Nữ
Tính đến 5 tháng 9 năm 2016
| Môn thi                 | Thời gian |    | Tên                                                                                               | Quốc tịch | Ngày                 | Sự kiện                                           | Địa điểm                                        | Chú thích     |
| ----------------------- | --------- | -- | ------------------------------------------------------------------------------------------------- | --------- | -------------------- | ------------------------------------------------- | ----------------------------------------------- | ------------- |
| 50m tự do               | 22.83     |    | Gretchen Walsh                                                                                    | Hoa Kỳ    | 15 tháng 12 năm 2024 | FINA World Swimming Championships (25 m) 2024     | Budapest, Hungary                               |               |
| 100m tự do              | 50.91     | †  | Cate Campbell                                                                                     | Úc        | 28 tháng 11 năm 2015 | Australian Championships                          | Sydney, Úc                                      | [ 72 ]        |
| 200m tự do              | 1:50.31   |    | Siobhán Haughey                                                                                   | Hồng Kông | 16 tháng 12 năm 2021 | World Aquatics Championships 2021                 | Abu Dhabi, Các Tiểu vương quốc Ả Rập Thống nhất | [ 73 ]        |
| 400m tự do              | 3:50.25   |    | Summer McIntosh                                                                                   | Canada    | 10 tháng 12 năm 2024 | FINA World Swimming Championships (25 m) 2024     | Budapest, Hungary                               |               |
| 800m tự do              | 7:57.42   |    | Katie Ledecky                                                                                     | Hoa Kỳ    | 5 tháng 11 năm 2022  | FINA Swimming World Cup 2022                      | Indianapolis, Hoa Kỳ                            |               |
| 1500m tự do             | 15:08.24  |    | Katie Ledecky                                                                                     | Hoa Kỳ    | 29 tháng 10 năm 2022 | FINA Swimming World Cup 2022                      | Toronto, Canada                                 |               |
|                         |           |    |                                                                                                   |           |                      |                                                   |                                                 |               |
| 50m ngửa                | 25.23     |    | Regan Smith                                                                                       | Hoa Kỳ    | 13 tháng 12 năm 2024 | FINA World Swimming Championships (25 m) 2024     | Budapest, Hungary                               |               |
| 100m ngửa               | 54.02     | r  | Regan Smith                                                                                       | Hoa Kỳ    | 15 tháng 12 năm 2024 | FINA World Swimming Championships (25 m) 2024     | Budapest, Hungary                               |               |
| 200m ngửa               | 1:58.04   |    | Regan Smith                                                                                       | Hoa Kỳ    | 15 tháng 12 năm 2024 | FINA World Swimming Championships (25 m) 2024     | Budapest, Hungary                               |               |
|                         |           |    |                                                                                                   |           |                      |                                                   |                                                 |               |
| 50m ếch                 | 28.37     | sf | Rūta Meilutytė                                                                                    | Litva     | 17 tháng 12 năm 2022 | FINA World Swimming Championships (25 m) 2022     | Melbourne, Úc                                   |               |
| 100m ếch                | 1:02.36   | =  | Rūta Meilutytė                                                                                    | Litva     | 12 tháng 10 năm 2013 | FINA Swimming World Cup 2013                      | Moscow, Nga                                     | [ 78 ]        |
| 100m ếch                | 1:02.36   | =  | Alia Atkinson                                                                                     | Jamaica   | 6 tháng 12 năm 2014  | FINA World Swimming Championships (25 m) 2014     | Doha, Qatar                                     | [ 79 ]        |
| 100m ếch                | 1:02.36   | =  | Alia Atkinson                                                                                     | Jamaica   | 26 tháng 8 năm 2016  | FINA Swimming World Cup 2016                      | Chartres, Pháp                                  | [ 80 ]        |
| 200m ếch                | 2:12.50   |    | Kate Douglass                                                                                     | Hoa Kỳ    | 13 tháng 12 năm 2024 | FINA World Swimming Championships (25 m) 2024     | Budapest, Hungary                               |               |
|                         |           |    |                                                                                                   |           |                      |                                                   |                                                 |               |
| 50m bướm                | 23,94     | sf | Gretchen Walsh                                                                                    | Hoa Kỳ    | 10 tháng 12 năm 2024 | FINA World Swimming Championships (25 m) 2024     | Budapest, Hungary                               |               |
| 100m bướm               | 54.05     |    | Margaret MacNeil                                                                                  | Canada    | 18 tháng 12 năm 2022 | FINA World Swimming Championships (25 m) 2022     | Melbourne, Úc                                   | [ 82 ]        |
| 200m bướm               | 1:59.32   |    | Summer McIntosh                                                                                   | Canada    | 12 tháng 12 năm 2024 | FINA World Swimming Championships (25 m) 2014     | Budapest, Hungary                               | </ref>        |
|                         |           |    |                                                                                                   |           |                      |                                                   |                                                 |               |
| 100m hỗn hợp cá nhân    | 55,98     | tt | Gretchen Walsh                                                                                    | Hoa Kỳ    | 18 tháng 10 năm 2024 | European Short Course Swimming Championships 2015 | Charlottesville, Hoa Kỳ                         |               |
| 200m hỗn hợp cá nhân    | 2:01.63   |    | Kate Douglass                                                                                     | Hoa Kỳ    | 10 tháng 12 năm 2024 | FINA World Swimming Championships (25 m) 2014     | Budapest, Hungary                               |               |
| 400m hỗn hợp cá nhân    | 4:15.48   |    | Summer McIntosh                                                                                   | Canada    | 14 tháng 12 năm 2024 | FINA World Swimming Championships (25 m) 2024     | Budapest, Hungary                               |               |
|                         |           |    |                                                                                                   |           |                      |                                                   |                                                 |               |
| 4×50m tiếp sức tự do    | 1:32.50   |    | - (23.05)Ranomi Kromowidjojo - (23.16)Maaike de Waard - (23.47)Kim Busch - (22.82)Femke Heemskerk | Hà Lan    | 12 tháng 12 năm 2020 | Wouda Cup                                         | Eindhoven, Hà Lan                               | [ 87 ]        |
| 4×100m tiếp sức tự do   | 3:25.01   |    | - (50.95)Kate Douglass - (51.38)Katharine Berkoff - (52.01)Alex Shackell - (50.67)Gretchen Walsh  | Hoa Kỳ    | 10 tháng 12 năm 2024 | FINA World Swimming Championships (25 m) 2024     | Budapest, Hungary                               | [ 88 ] [ 89 ] |
| 4×200m tiếp sức tự do   | 7:30.13   |    | - (1:53.25)Alex Walsh - (1:53.18)Paige Madden - (1:53.39)Katie Grimes - (1:50.31)Claire Weinstein | Hoa Kỳ    | 12 tháng 12 năm 2024 | FINA World Swimming Championships (25 m) 2024     | Budapest, Hungary                               | [ 90 ] [ 91 ] |
| 4×50m tiếp sức hỗn hợp  | 1:42.35   |    | - (25.49)Mollie O'Callaghan - (29.11)Chelsea Hodges - (24.43)Emma McKeon - (23.32)Madison Wilson  | Úc        | 17 tháng 12 năm 2022 | World Championships                               | Melbourne, Úc                                   | [ 92 ]        |
| 4×100m tiếp sức hỗn hợp | 3:40.41   |    | - (54.02)Regan Smith - (1:03.02)Lilly King - (52.84)Gretchen Walsh - (50.53)Kate Douglass         | Hoa Kỳ    | 15 tháng 12 năm 2024 | FINA World Swimming Championships (25 m) 2024     | Budapest, Hungary                               |               |

Chú giải: # – Kỷ lục đang chờ được FINA phê chuẩn; 
 Kỷ lục không được thiết lập ở chung kết: h – vòng loại; sf – bán kết; r – relay 1st leg; rh – relay heat 1st leg; b – B final; † – en route to final mark; tt – time trial 

### Tiếp sức nam nữ
Tính đến 5 tháng 9 năm 2016
| Môn thi                        | Thời gian |  | Tên | Câu lạc bộ | Ngày                 | Sự kiện                                       | Địa điểm           | Chú thích |
| ------------------------------ | --------- |  | --- | ---------- | -------------------- | --------------------------------------------- | ------------------ | --------- |
| 4×50m tiếp sức tự do nam nữ    | 1:27.33   |  | - (20.92)Maxime Grousset - (20.26)Florent Manaudou - (23.00)Béryl Gastaldello - (23.15)Mélanie Henique | Pháp       | 16 tháng 12 năm 2022 | FINA World Swimming Championships (25 m) 2022 | Melbourne, Úc      | [ 94 ]    |
| 4×50m tiếp sức hỗn hợp nam nữ  | 1:35.15   |  | - (22.37)Ryan Murphy - (24.96)Nic Fink - (24.09)Kate Douglass - (23.73)Torri Huske                     | Hoa Kỳ     | 14 tháng 12 năm 2022 | FINA World Swimming Championships (25 m) 2022 | Melbourne, Úc      |           |
| 4×100m tiếp sức hỗn hợp nam nữ | 3:30.47   |  | - (48.90)Miron Liftintsev - (54.86)Kirill Prigoda - (55.63)Arina Surkova - (51.08)Daria Klepikova      | Nga        | 14 tháng 12 năm 2024 | FINA World Swimming Championships (25 m) 2024 | Melbourne, Hungary | [ 96 ]    |

Chú giải: # – Kỷ lục đang chờ được FINA phê chuẩn; 
 Kỷ lục không được thiết lập ở chung kết: h – vòng loại 

## Xếp hạng

### Theo quốc gia
| Quốc gia    | Kỷ lục | BD  | BN  | Tổng | BD | BN | Tổng | BD              | BN              | Tổng            |
| Quốc gia    | Kỷ lục | Nam | Nam | Nam  | Nữ | Nữ | Nữ   | Nam nữ phối hợp | Nam nữ phối hợp | Nam nữ phối hợp |
| ----------- | ------ | --- | --- | ---- | -- | -- | ---- | --------------- | --------------- | --------------- |
| Hoa Kỳ      | 24     | 9   | 4   | 13   | 5  | 3  | 8    | 1               | 2               | 3               |
| Hungary     | 8      |     | 1   | 1    | 2  | 5  | 7    |                 |                 |                 |
| Đức         | 5      | 2   | 2   | 4    | 1  |    | 1    |                 |                 |                 |
| Trung Quốc  | 5      | 2   |     | 2    | 3  |    | 3    |                 |                 |                 |
| Tây Ban Nha | 5      | 1   |     | 1    |    | 4  | 4    |                 |                 |                 |
| Anh Quốc    | 5      | 3   |     | 3    | 1  |    | 1    | 1               |                 | 1               |
| Thụy Điển   | 5      |     |     |      | 2  | 3  | 5    |                 |                 |                 |
| Úc          | 4      |     | 2   | 2    | 2  | 1  | 3    |                 |                 |                 |
| Nam Phi     | 4      |     | 4   | 4    |    |    |      |                 |                 |                 |
| Brasil      | 4      | 2   | 1   | 3    |    | 1  | 1    |                 |                 |                 |
| Pháp        | 4      |     | 4   | 4    |    |    |      |                 |                 |                 |
| Hà Lan      | 4      |     |     |      |    | 4  | 4    |                 |                 |                 |
| Nga         | 4      |     | 4   | 4    |    |    |      |                 |                 |                 |
| Litva       | 3      |     |     |      | 2  | 1  | 3    |                 |                 |                 |
| Đan Mạch    | 2      |     |     |      | 1  | 1  | 2    |                 |                 |                 |
| Ý           | 2      |     | 1   |      | 1  |    | 2    |                 |                 |                 |
| Jamaica     | 1      |     |     |      |    | 1  | 1    |                 |                 |                 |
| Nhật Bản    | 1      | 1   |     | 1    |    |    |      |                 |                 |                 |
| Tổng        | 91     | 20  | 23  | 43   | 20 | 24 | 44   | 2               | 2               | 4               |

### Theo vận động viên nam
| Số kỷ lục | Vận động viên   | Quốc tịch | Nội dung |
| --------- | --------------- | --------- | --- |
| 7         | Michael Phelps  | Hoa Kỳ    | 100m bướm BD 200m bướm BD 400m hỗn hợp cá nhân BD 4 × 100m tiếp sức tự do BD 4 × 200m tiếp sức tự do BD 4 × 100m tiếp sức hỗn hợp BD 4 × 100m tiếp sức tự do BN |
| 5         | Ryan Lochte     | Hoa Kỳ    | 200m hỗn hợp cá nhân BD 4 × 100m tiếp sức tự do nam nữ BD 4 × 200m tiếp sức tự do BD 200m hỗn hợp cá nhân BN 400m hỗn hợp cá nhân BN                            |
| 3         | Cesar Cielo     | Brasil    | 50m tự do BD 100m tự do BD 4×50m tiếp sức hỗn hợp BN |
| 3         | Paul Biedermann | Đức       | 200 m tự do BD 400 m tự do BD 200 m tự do BN |
| 3         | Adam Peaty      | Anh Quốc  | 50m ếch BD 100m ếch BD 4 × 100m tiếp sức hỗn hợp nam nữ BD |

### Theo vận động viên nữ
| Số kỷ lục | Vận động viên       | Quốc tịch   | Nội dung |
| --------- | ------------------- | ----------- | --- |
| 7         | Katinka Hosszú      | Hungary     | 200m hỗn hợp cá nhân BD 400m hỗn hợp cá nhân BD 100m ngửa BN 200m ngửa BN 100m hỗn hợp cá nhân BN 200m hỗn hợp cá nhân BN 400m hỗn hợp cá nhân BN |
| 4         | Mireia Belmonte     | Tây Ban Nha | 400m tự do BN 800m tự do BN 1500m tự do BN 200m bướm BN                                                                                           |
| 4         | Ranomi Kromowidjojo | Hà Lan      | 50m tự do BN 4 × 50m tiếp sức tự do BN 4 × 100m tiếp sức tự do BN 4 × 200m tiếp sức tự do BN                                                      |
| 4         | Sarah Sjöström      | Thụy Điển   | 50m bướm BD 100m bướm BD 200m tự do BN 100m bướm BN                                                                                               |
| 3         | Inge Dekker         | Hà Lan      | 4 × 50m tiếp sức tự do BN 4 × 100m tiếp sức tự do BN 4 × 200m tiếp sức tự do BN                                                                   |
| 3         | Femke Heemskerk     | Hà Lan      | 4 × 50m tiếp sức tự do BN 4 × 100m tiếp sức tự do BN 4 × 200m tiếp sức tự do BN                                                                   |
| 3         | Katie Ledecky       | Hoa Kỳ      | 400m tự do BD 800m tự do BD 1500m tự do BD |
| 3         | Rūta Meilutytė      | Litva       | 50m ếch BD 100m ếch BD 100m ếch BN |
| 3         | Missy Franklin      | Hoa Kỳ      | 200m ngửa BD 4 × 100m tiếp sức tự do nam nữ BD 4 × 100m tiếp sức hỗn hợp BD                                                                       |
| 3         | Cate Campbell       | Úc          | 100m tự do BD 4 × 100m tiếp sức tự do BD 100m tự do BN                                                                                            |

## Các kỷ lục gia

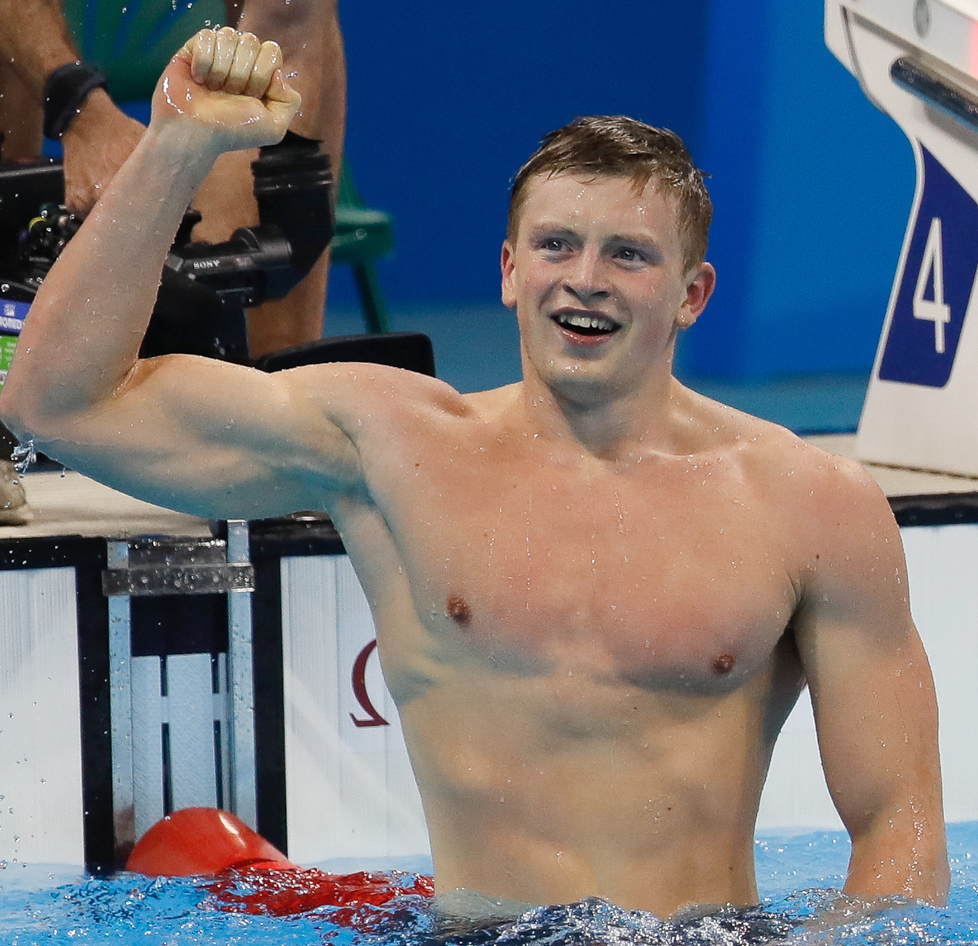
Adam Peaty
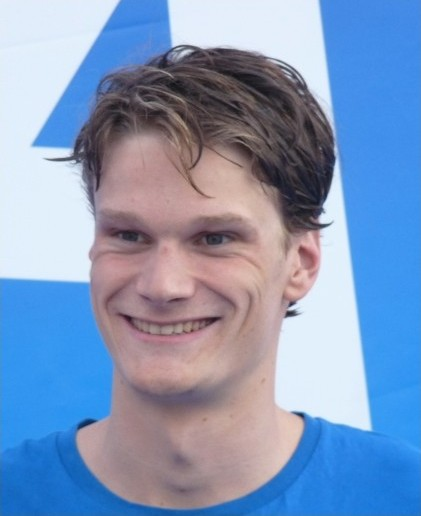
Yannick Agnel
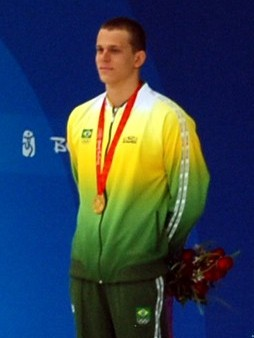
César Cielo Filho
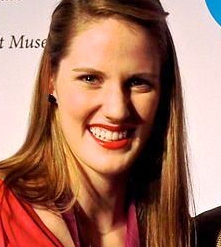
Missy Franklin
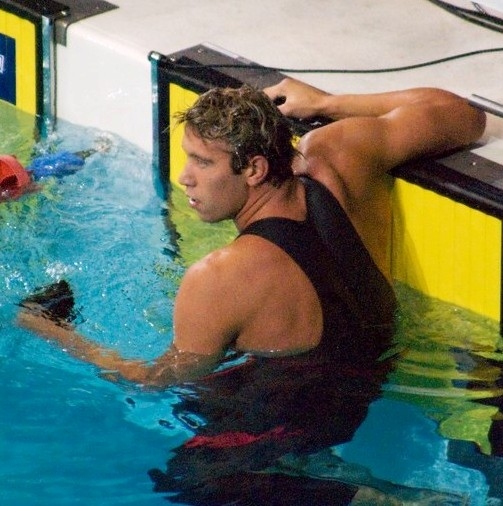
Matt Grevers
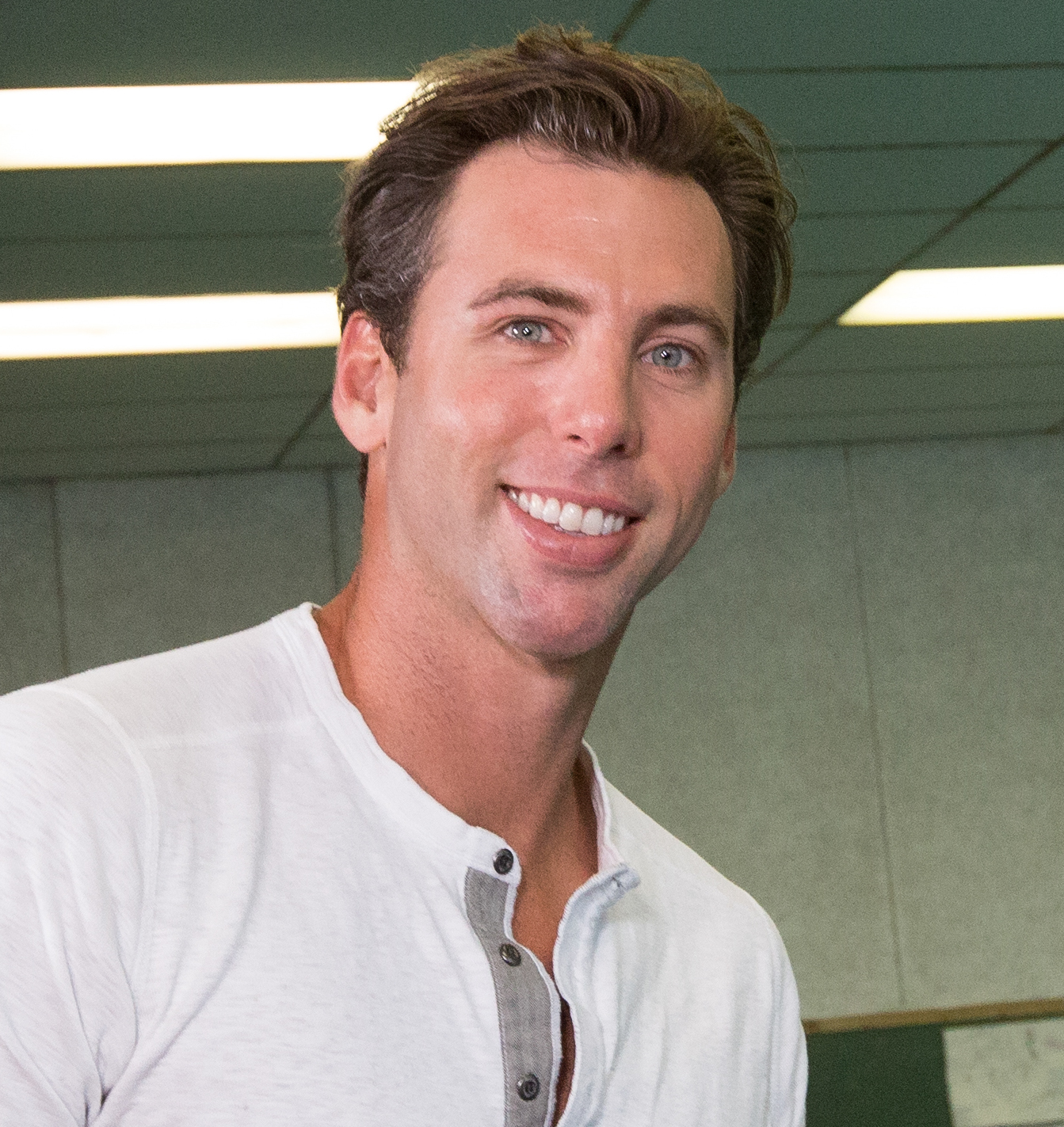
Grant Hackett
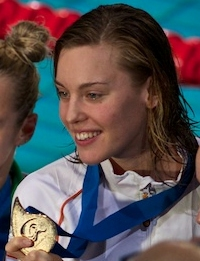
Femke Heemskerk
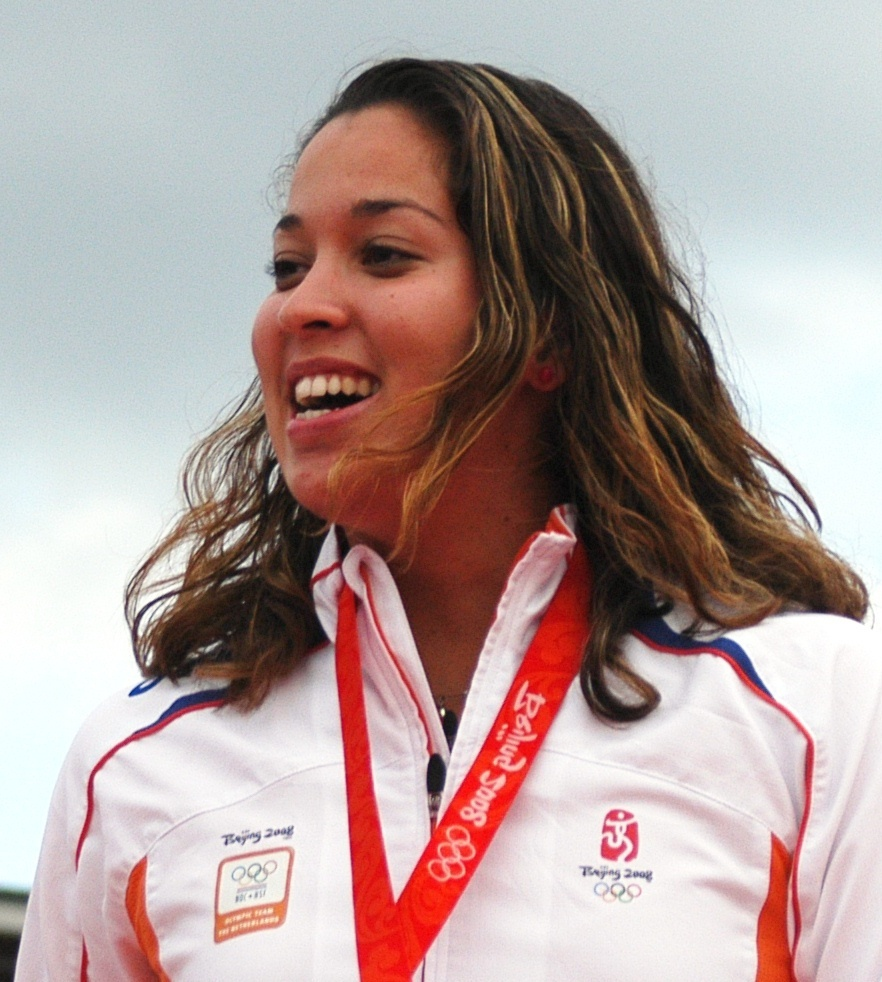
Ranomi Kromowidjojo
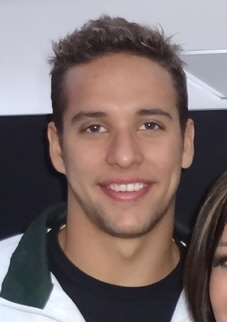
Chad le Clos
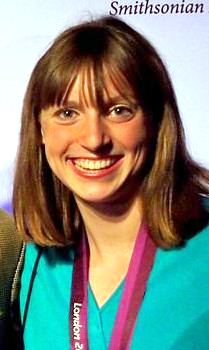
Katie Ledecky
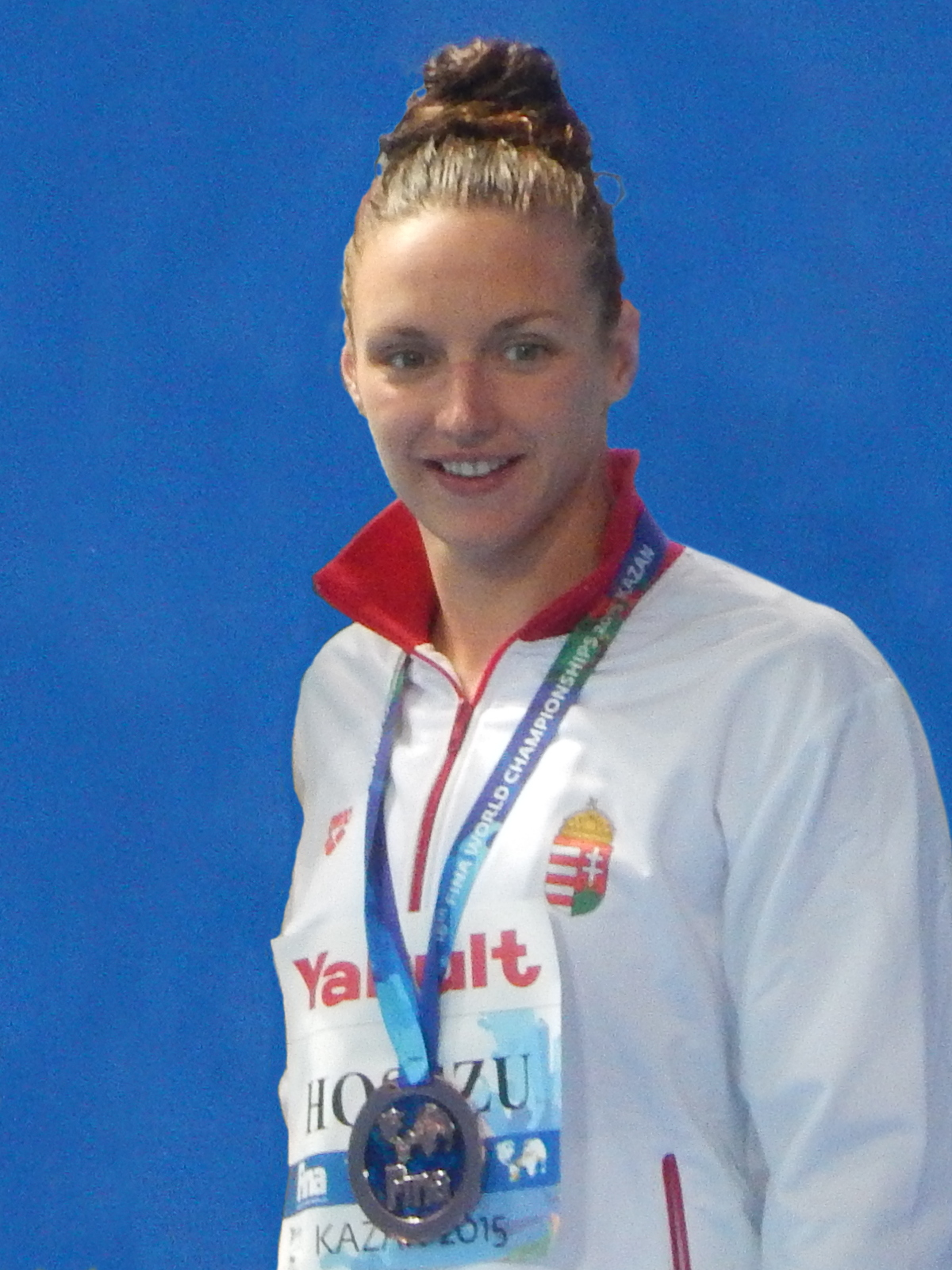
Katinka Hosszú
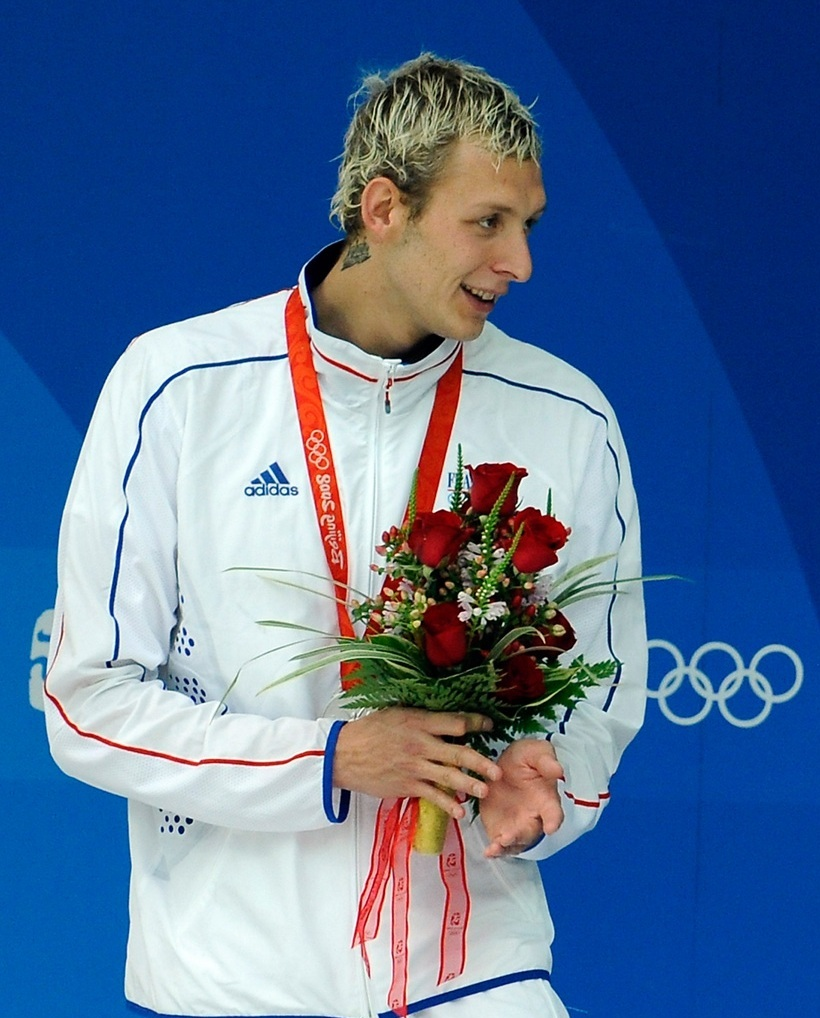
Amaury Leveaux
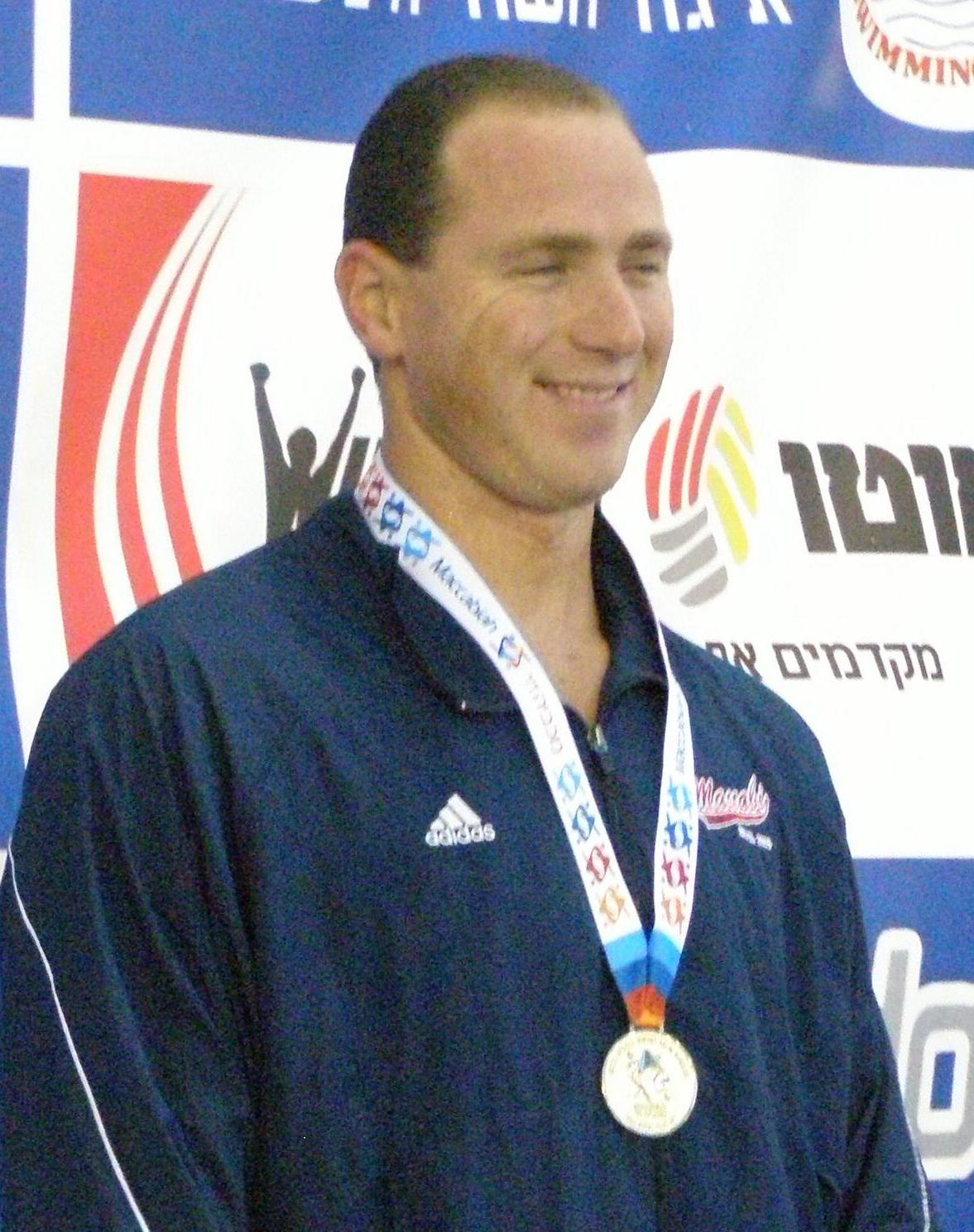
Jason Lezak
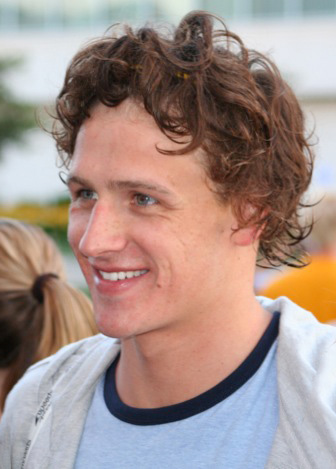
Ryan Lochte
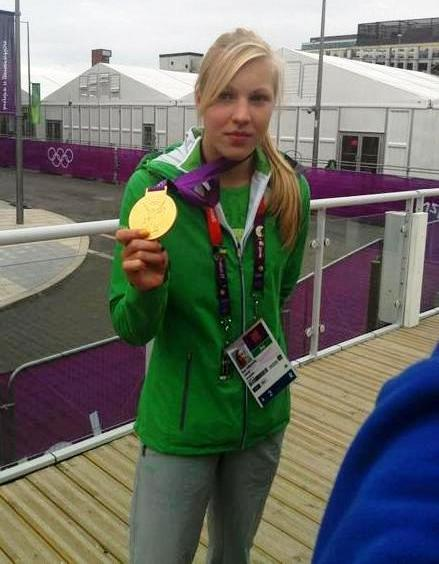
Rūta Meilutytė
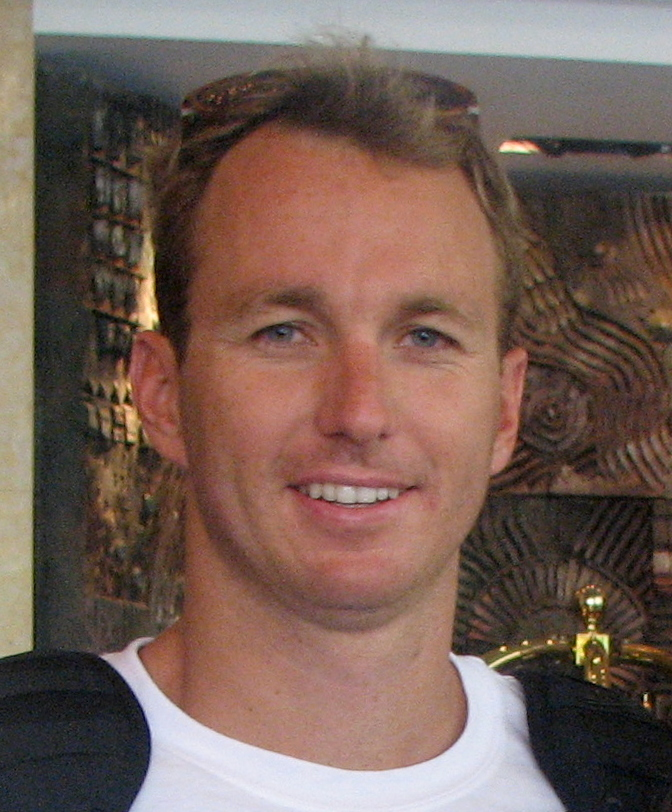
Aaron Peirsol
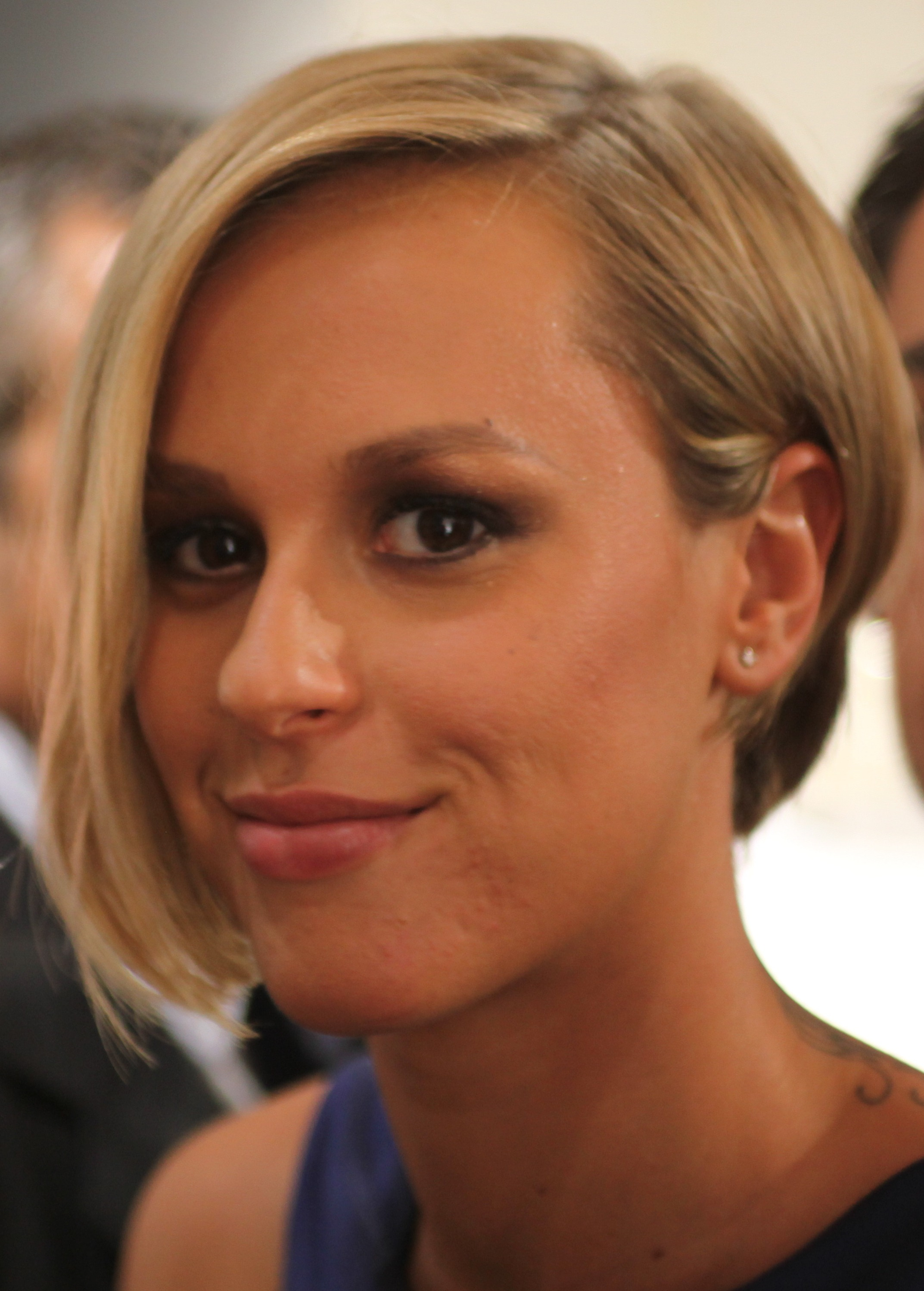
Federica Pellegrini
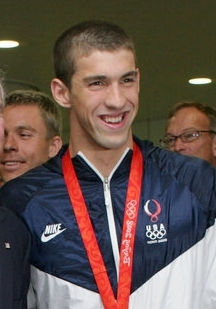
Michael Phelps
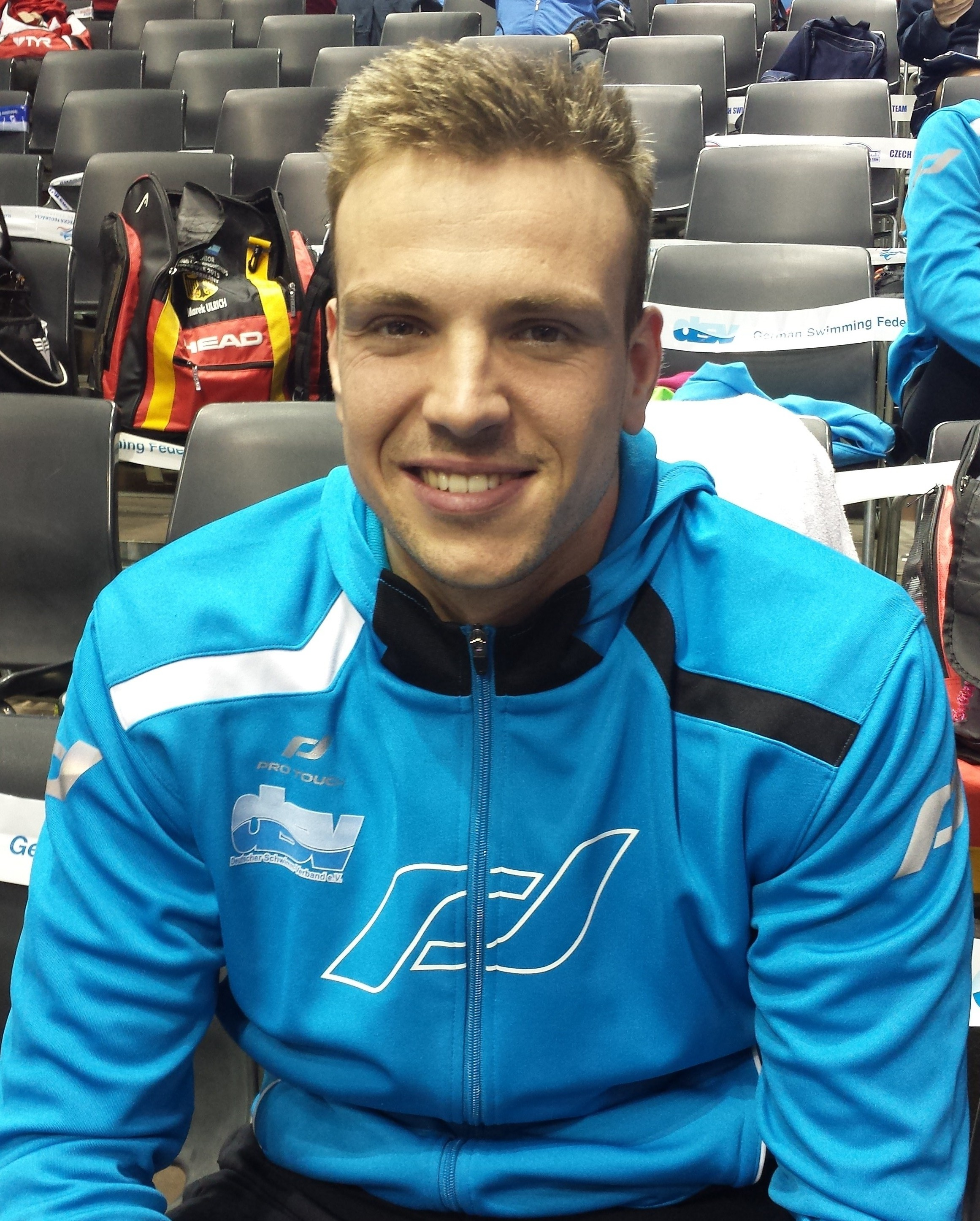
Paul Biedermann
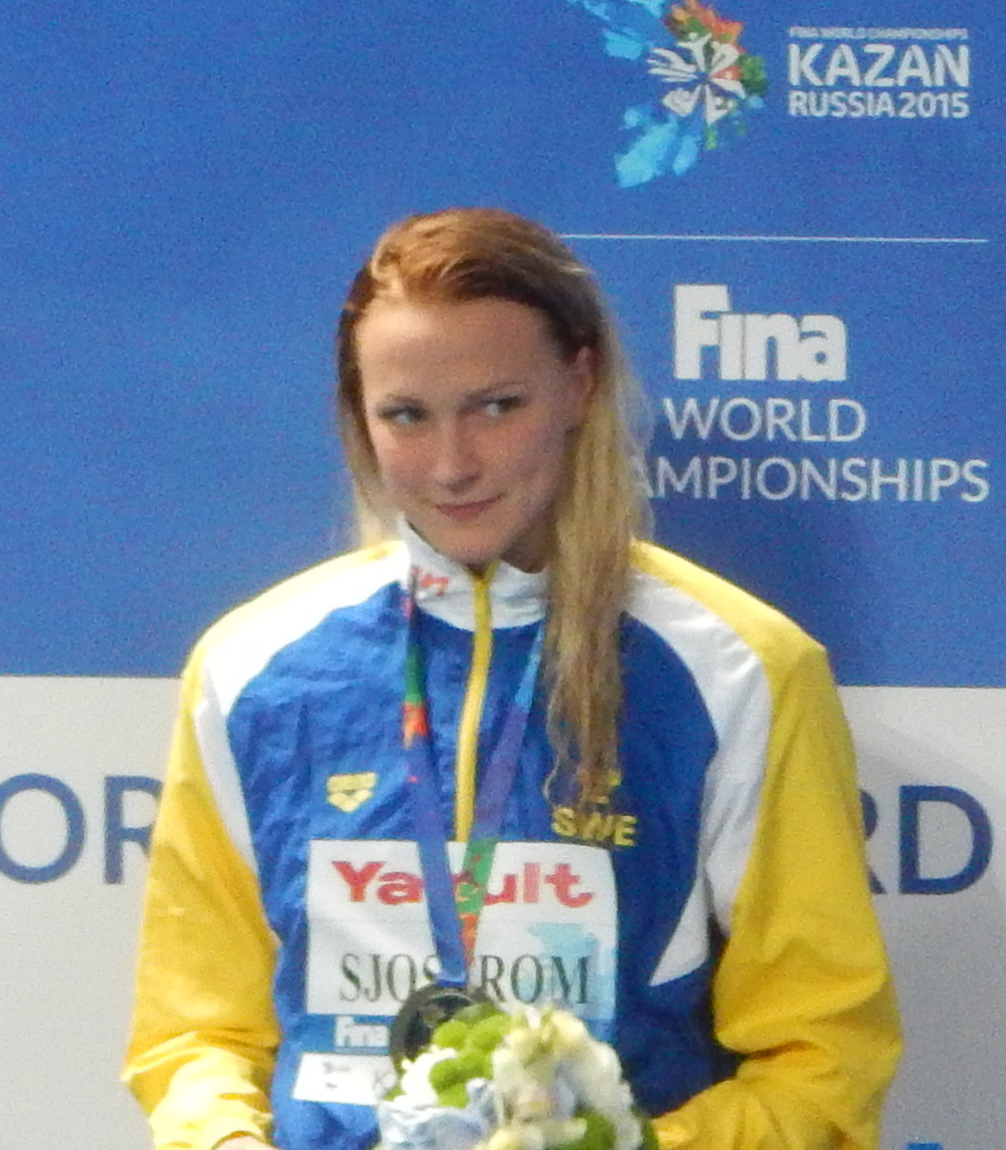
Sarah Sjöström
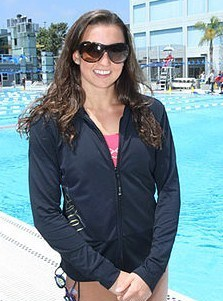
Rebecca Soni
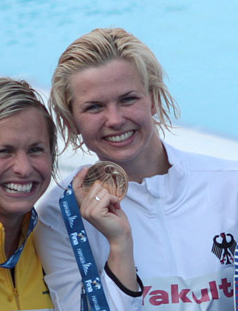
Britta Steffen
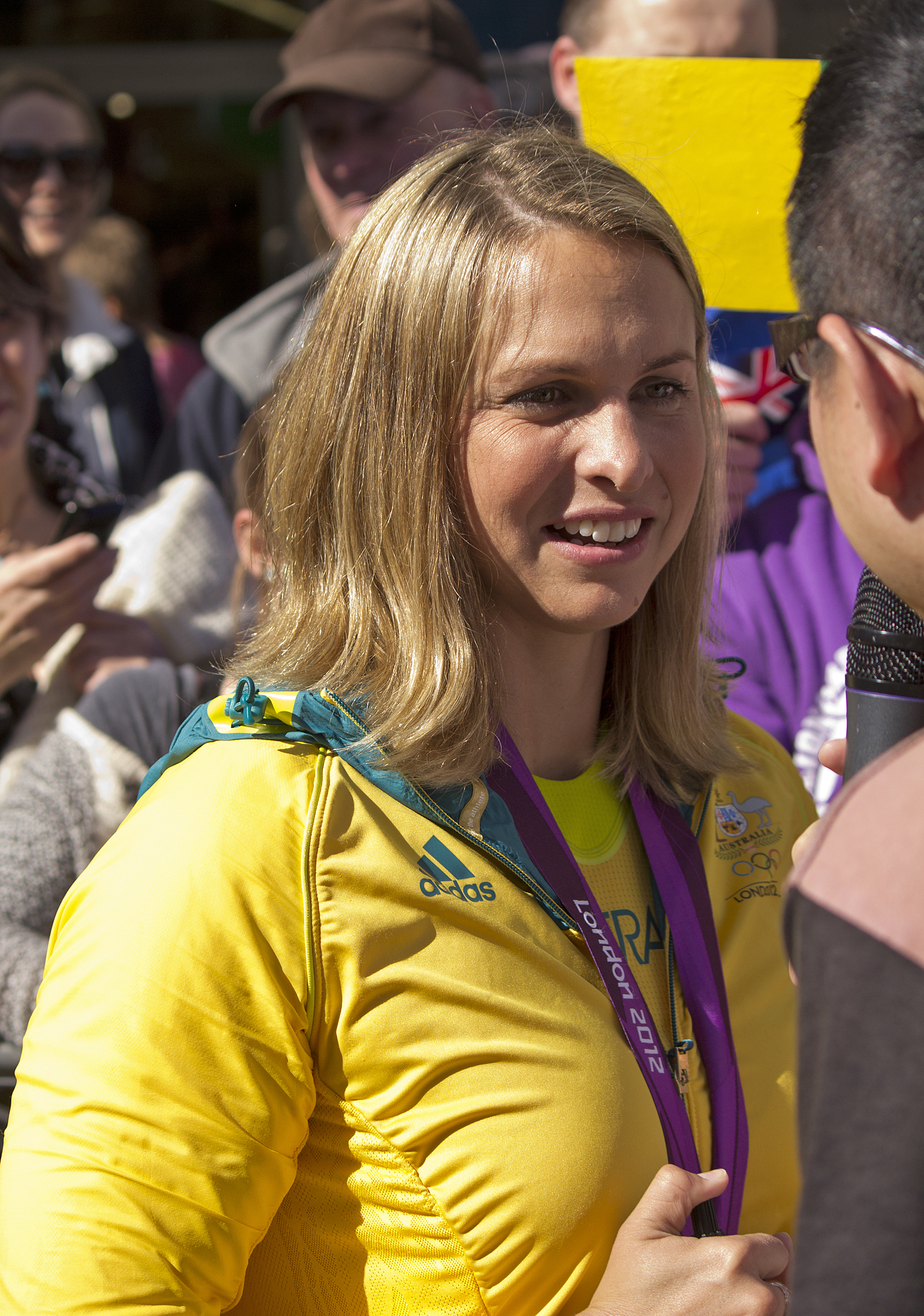
Libby Trickett
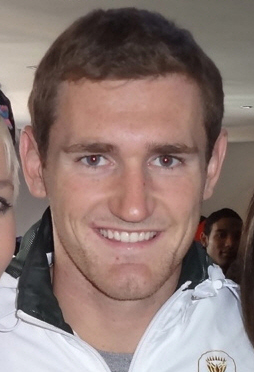
Cameron van der Burgh